# Usia calva
Usia calva är en tvåvingeart som beskrevs av Friedrich Hermann Loew 1869. Usia calva ingår i släktet Usia och familjen svävflugor. Inga underarter finns listade i Catalogue of Life.